# Carriage and Insurance Paid to
Il termine Carriage and Insurance Paid to (in italiano: trasporto e assicurazione pagati fino a), utilizzato nella forma breve di acronimo come CIP, è una delle clausole contrattuali in uso nelle compravendite internazionali, quelle codificate nell'Incoterms e che servono a statuire i diritti e i doveri di ognuna delle parti in causa, definendo anche la suddivisione dei costi di trasporto, assicurativi e doganali tra venditore ed acquirente.

## Incoterms 2020 (con descrizione della copertura assicurativa, 2020 e 2010)
Dal sito ICC italiano, si legge che "il venditore effettua la consegna rimettendo la merce al vettore o ad altra persona da lui stesso designata in un luogo concordato (se tale luogo è stato concordato tra le parti). [...] Il compratore deve tener presente che secondo la regola CIP il venditore è obbligato a ottenere una copertura assicurativa che copre “tutti i rischi” ad eccezione di quelli esplicitamente esclusi. Le parti sono, tuttavia, libere di concordare un livello di copertura assicurativa differente, quindi meno ampio. CIP richiede che il venditore, se del caso, sdogani la merce all’esportazione, ma non all’importazione nel paese di destinazione, obbligo che spetta al compratore così come quello di pagare eventuali diritti di importazione o espletare eventuali formalità doganali all’importazione".
Quanto al funzionamento del termine CIP, esso è identico a CPT (Carriage Paid To) con la differenza che il venditore è obbligato a assicurare la merce (imballata o sfusa/unpackaged) contro i rischi di smarrimento e perimento durante tutto l'arco della tratta da lui controllata (dal point of delivery al point of destination del venditore). Di default, è indicata la massima copertura possibile delle Institute Cargo Clauses, la "all risks", che corrisponde al livello A, ma previo consenso si può optare per un livello inferiore. Il valore della merce da assicurare deve essere pari almeno al 110% del suo valore indicato sul contratto di compravendita; quel 10% aggiuntivo rimanda a un ipotetico margine di profitto di cui il venditore non ha potuto beneficiare a causa del danneggiamento o smarrimento totale o parziale della merce e si chiama "lucro cessante" e non costituisce un arricchimento illecito. La valuta indicata nella polizza deve essere la stessa scelta nel contratto di compravendita e viceversa. Il premio assicurativo del livello A, siccome ha un'ampia copertura, è alto rispetto ai livelli B e C e ha un impatto sul costo finale del prodotto o di ogni sua unità. Il compratore è invece libero di assicurare la merce durante la tratta da lui controllata su un valore merce a piacere. Il costo dell'assicurazione di solito viene scaricato dal venditore sul valore finale del prodotto o di ogni sua singola unità: l'assicurazione già in partenza fa lievitare il prezzo, mentre il lievitamento più o meno corposo è da imputare al livello scelto.
Siccome l'assicurazione all risks in realtà non copre i danni da terrorismo, guerra e sciopero (sono rischi esplicitamente esclusi nella descrizione dei rischi coperti), il venditore è obbligato a dare informazioni al compratore in modo che quest'ultimo valuti se stipulare un'ulteriore polizza a sé che copre dei rischi nella sua tratta e viceversa, se il venditore dovrebbe stipulare ulteriori assicurazioni lungo la sua tratta e ha bisogno di informazioni dal compratore, quest'ultimo deve fornirgliele; se insorgono costi per procurare e passare queste informazioni, i costi vanno rimborsati. L'assicurazione, come stipulazione e mantenimento polizza, comporta dei costi che di solito si scaricano sul costo finale della merce, che dunque di base aumenta (l'aumento è più o meno grosso in base al livello assicurativo scelto). L'assicurazione di base si può stipulare con qualunque agenzia in qualunque angolo del mondo, ma alcuni paesi in fase di import impongono che l'assicurazione si stipuli in loco e non all'estero.
Il luogo indicato con precisione dopo la sigla CPT indica il point of delivery e non il place/port of destination della tratta del venditore, che andrebbe anch'esso specificato. Il point of delivery di default, in caso di più vettori/spedizionieri, è riferito al primo vettore (first carrier) salvo diverso accordo da specificare esplicitamente. Il caricamento merce al momento del delivery va notificato al compratore. Lo scaricamento a destinazione di base è negoziabile e chi ha il compito di scaricare la merce si accolla il costo (lo scaricamento merce è compreso o meno nel contratto di spedizione). Se il compratore necessita di particolari informazioni e istruzioni per trasportare la merce (e.g. in caso di merce fragile, deperibile o pericolosa come gas, alcol etilico, acido e sostanze radioattive), il venditore deve fornirle al compratore. La produzione di documenti di export, se il vettore del compratore attraversa i confini nazionali, è al carico del venditore insieme al pagamento di eventuali dazi e tariffe. Questi documenti possono essere cartacei o digitali/paperless. Il venditore deve produrre la fattura commerciale e renderla disponibile insieme alla merce. In CIP, il venditore deve consegnare a proprie spese una copia della polizza o un certificato di assicurazione al compratore per dimostrare che la merce è effettivamente assicurata secondo i termini pattuiti (e che dunque l'assicurazione è conforme ai termini pattuiti). Una polizza può anche essere digitale, è firmata tramite firma digitale ed è un documento verificabile online e offline.
Essendo un termine C, il compratore è obbligato a ritirare fisicamente la merce: non sono previsti ripensamenti di alcun tipo, contrariamente ai termini non-C. Attenzione a non confondere il livello C (copertura offerta dall'assicurazione) con il termine C o gruppo C (un modo di raggruppare le Incoterms).
Quando la tratta controllata dal venditore termine, l'assicurazione termina e i rischi di trasporto, passati tramite assicurazione dal compratore alla compagnia assicurativa, tornano dunque in capo al compratore.

## Vecchie edizioni

### Incoterms 2000
Questa specifica notazione, valida per ogni tipo di trasporto, stabilisce che a carico del venditore siano tutte le spese di trasporto fino ad un punto di arrivo specificato, nonché le spese per l'ottenimento di licenze e documentazioni per l'esportazione dalla nazione di origine e quelle per le operazioni doganali sempre di esportazione. Anche i costi da sostenere per l'attraversamento di altre nazioni fino al punto di arrivo sono a carico dello speditore. A differenza della resa CPT, sono a carico del venditore anche le spese di assicurazione (tutti gli altri casi eccetto per i termini CIP e CIF, l'assicurazione è facoltativa ed è a carico del compratore). L'assicurazione richiesta di default è il livello C.
Dal momento in cui la merce è arrivata nel punto di arrivo concordato tutte le altre spese sono da considerarsi a carico dell'acquirente, compresi i costi doganali nella nazione di arrivo.
La formulazione di questo termine di resa è considerata completa con l'indicazione di una località specifica di destinazione (esempio C.I.P. Torino).
Dello stesso gruppo di termini di resa, definito il gruppo C, fanno parte anche CFR Cost and Freight, CIF Cost, Insurance and Freight e CPT Carriage Paid To.

### Incoterms 2010
Il gruppo C non ha subito modifiche sostanziali in occasione della revisione dell'Incoterms avvenuta nel 2010 e questa specifica resa è rimasta praticamente invariata.

## Schema dei costi a carico di chi vende
| Assicurazione | Carico merce | Dogana export | Trasporto sino ad un punto concordato | Dogana import | Tasse importazione |
| ------------- | ------------ | ------------- | ------------------------------------- | ------------- | ------------------ |
| SI            | SI           | SI            | SI                                    | NO            | NO                 |